# Waardoor de mensen leven
Waardoor de mensen leven (Russisch: Чем люди живы, Tsjem ljoedi zjivy) is een kort verhaal van Lev Tolstoj dat werd geschreven in 1881. Hij was in die jaren in de fase gekomen waarin hij zich bezighield met religieuze kwesties. In die tijd schreef hij enkele filosofische en morele verhalen en gelijkenissen. In "Waardoor de mensen leven" gaat het over een jonge moeder, sinds kort weduwe, die overlijdt na de geboorte van een tweeling. De engel die door God gestuurd wordt om de ziel van de moeder naar de hemel te brengen, is dermate ontdaan dat hij in eerste instantie weigert deze opdracht uit te voeren en de moeder wil laten leven. 

## Verhaal
Aan het begin van het verhaal worden eerst, zonder verdere toelichting, acht Bijbelteksten geciteerd.
Semjon is een arme schoenmaker, met vrouw en kinderen. Hij gaat naar klanten in het dorp omdat hij nog geld tegoed heeft, en hij een pels wil kopen. De meeste klanten betalen niet, de geringe opbrengst besteedde hij aan een borrel en hij kan geen nieuwe pels kopen. Op de terugweg ziet hij ergens een naakte zwerver liggen, waar hij eerst voorbijloopt maar daarna toch omkeert. Semjon geeft hem enkele van zijn kledingstukken en neemt hem mee naar huis. 
Daar krijgt hij ruzie met zijn vrouw, die amper genoeg te eten in huis heeft voor twee man. Na een woordenwisseling draait ze bij, waarop de zwerver vriendelijk lacht. De vreemdeling (Michalja) vertelt niets over zichzelf, hij is wel bereid dingen te leren. Hij leert snel en kan alles, hij wordt knecht van de schoenmaker, blijft bij hem wonen en maakt de beste laarzen.
Op een dag komt een "heer" langs, een grote sterke man. Hij brengt leer mee waarvan hij laarzen wil laten maken "die in een jaar nog niet stuk gaan". Semjon neemt de opdracht aan en zijn knecht gaat het leer snijden.
Hij blijkt echter niet de vorm van laarzen uit te snijden, maar van bosowiki (schoenen zonder zolen). Semjon en zijn vrouw verbazen zich en denken dat hij de opdracht heeft verknoeid. Dan komt de bediende van de heer terug om te melden dat deze geen laarzen meer nodig heeft, hij is nog tijdens de terugreis overleden. In plaats daarvan zijn er bosowiki nodig.
Een tijd later komt een vrouw langs met een tweeling, haar stiefkinderen, waarvan één met een mank voetje. Ze wil voor de meisjes twee paar schoentjes laten maken. Ze vertelt hoe ze stiefmoeder is geworden en wat de oorzaak is van het manke voetje. Michalja, die anders nooit belangstelling toont, herkent het verhaal en er komt een lach op zijn gezicht.
Semjon vraagt aan Michalja waarom hij in zes jaar tijd slechts drie maal heeft geglimlacht. Daarop maakt hij zijn ware gedaante bekend. Michalja is een engel, die voor straf naar de aarde moest, omdat hij weigerde een opdracht van God uit te voeren. Die opdracht bestond uit het ophalen van een vrouw die net een tweeling had gekregen. Bij zijn straf krijgt hij drie vragen mee. Hij mag pas weer terug naar de hemel als hij de antwoorden heeft gevonden. Telkens als hij een antwoord vond, kwam er een lach op zijn gezicht. Na deze uitleg stijgt hij op in een baan van licht.

## Publicaties
Het verhaal is in het Nederlands bij verschillende uitgevers verschenen. Doorgaans wordt het gecombineerd met andere korte verhalen van Tolstoj als Vader Sergius en Twee oude mannen (1886).